# Нисигахара (станция)

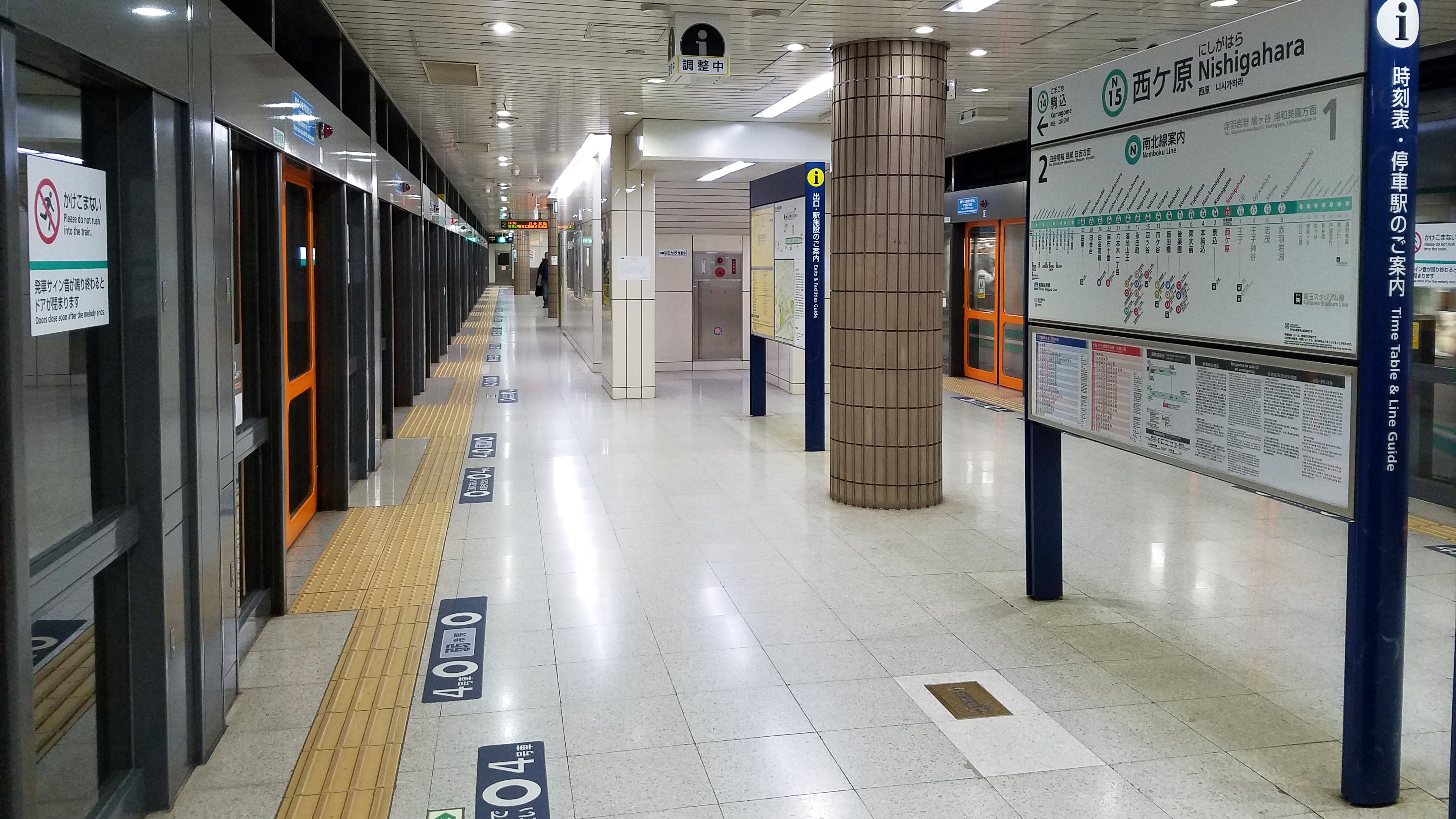
Платформа станции

Станция Нисигахара (яп. 西ケ原駅 нисигахара эки) — железнодорожная станция на линии Намбоку, расположенная в специальном районе Кита в Токио. Станция обозначена номером N-15. На станции установлены платформенные раздвижные двери.

## Планировка станции
Одна платформа островного типа и 2 пути.
| 1 | ○ Линия Намбоку | Акабанэ-Ивабути, Урава-Мисоно                                       |
| 2 | ○ Линия Намбоку | Комагомэ, Нагататё, Сироканэ-Таканава, Мэгуро, (Линия Мэгуро) Хиёси |

## Близлежащие станции
| «        |  | Линия         |  | »    |
| -------- |  | ------------- |  | ---- |
| Комагомэ |  | Линия Намбоку |  | Одзи |